# John Luth

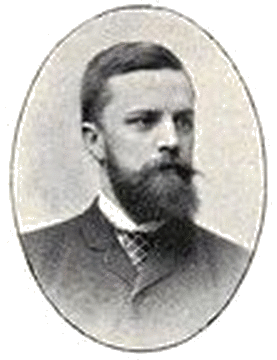
John Luth

John Fredrik Luth, född 2 augusti 1857 i Gävle, död 6 november 1909 i Stockholm, var en svensk ingenjör. 
Efter mogenhetsexamen 1876 samt avgångsexamen från Kungliga Tekniska högskolan 1880 och från École d'application du Génie maritime i Cherbourg 1881 företog Luth studieresor i Nordamerika och södra Europa. Han var anställd vid varv och elektriska verkstäder i Storbritannien 1881–1883, innehavare av elektrisk byrå i Stockholm 1883–1892, verkställande direktör för Luth & Roséns Elektriska AB i Stockholm från 1892 och för Ludwigsbergs Verkstads AB där från 1904.